# Damu
Damu est un dieu sumérien. Selon les sources, il a plusieurs attributions. C'est un dieu de la végétation, plus spécialement dieu de la sève des arbres et des plantes qui monte au printemps.  Il est aussi le dieu de la guérison vénéré pendant la Troisième dynastie d'Ur. Il a également la fonction d'exorciste (ashipu). En tant que soigneur (asû), il « lie le tendon déchiré ». Damu est astrologiquement associé à la constellation appelée « Cochon » (probablement l'actuelle Constellation du Dauphin).

## Liens avec les autres divinités
Communément envisagé comme un des fils de la déesse Ninisina qu'il accompagne dans ses incantations d'exorcisme, il est aussi connu comme fils du dieu Ningishzida - ou son identique. Une traduction akkadienne d'un poème sumérien le féminise à tort et en fait la «fille» de Ninisina.
Parfois il semble être plus étroitement lié avec la déesse Nanshe.

## Origines
Dans certains poèmes sumériens, « mon Damu » est un autre nom pour designer Dumuzi. Cependant une autre signification, « enfant », semble possible. Thorkild Jacobsen l'assimile à Dumuzi,, mais ce syncrétisme est contesté.

## Culte
Il existe quelques preuves qu'un culte relatif à Damu s'est déroulé à Isin et à Larsa, à Ur et peut-être à Girsu dont, selon d'autres sources, il est le protecteur. On sait qu'un Damu était adoré à Ebla et à Emar mais on ignore s'il s'agit de la même divinité ou d'un héros local.
Son culte qui semble avoir été essentiellement pratiqué par des femmes est centré sur des rites de lamentations et de recherche du dieu. Les lamentations se déroulent durant la saison où le dieu disparu dort sous l'écorce de sa nourrice, le cèdre. La recherche du dieu aboutit sur son retour : il réapparaît sur la rivière ce qui marque l'arrêt des lamentations.
Si les premières traces de Damu sont attestées pour la Troisième dynastie d'Ur, la période paléo-babylonienne semble avoir été la dernière période pendant laquelle le culte officiel de Damu a survécu.